# Michael Snow
Michael Snow, CC (Toronto, 10 dicembre 1928 – Toronto, 5 gennaio 2023), è stato un pittore, scultore, regista, fotografo, disegnatore, scrittore e musicista canadese.

## Biografia
Michael Snow è nato a Toronto ed ha studiato all'Upper Canada College ed all'Ontario College of Art & Design. Ebbe la sua prima esibizione indipendente nel 1957. Da allora, il suo lavoro è apparso in esibizioni in tutta Europa, America settentrionale e meridionale. Le sue opere sono state incluse negli show di riapertura del Centre Pompidou a Parigi (2000) e del MoMA di New York (2005). Nel marzo del 2006 i suoi lavori furono inclusi nella Whitney Biennial.

### Carriera cinematografica
Snow è considerato uno dei più influenti registi di film sperimentali ed è soggetto di retrospettive in molte nazioni. Nella sua recensione del 2002, il giornalista J. Hoberman scrive: "Rigorosamente basandosi su irriducibili fatti cinematografici, le epiche strutturalistiche di Snow - Wavelength e La Région Centrale — annunciano un imminente passaggio nell'era cinematografica. Ricco di nuove possibilità, il film Corpus Callosum annunzia l'avvento di un futuro. Comunque sia, non può essere troppo premiato". Corpus Calossum fu proiettato al Festival internazionale del film di Toronto ed ai festival di Berlino, Rotterdam e Los Angeles (tra tutti). Nel gennaio del 2003, Snow vinse la Los Angeles Film Critics Association ed il Douglas Edwards Independent Experimental Film/Video Award con Corpus Callosum.
I suoi numerosi film hanno avuto la loro première nei maggiori festival cinematografici di tutto il mondo. Cinque di questi film sono stati premiati al Festival internazionale del film di Toronto. Nel 2000 tale festival commissionò a Snow insieme ad Atom Egoyan e David Cronenberg la realizzazione di cortometraggi, Preludes, per il venticinquesimo anniversario del festival.

### Carriera musicale
Originariamente un musicista jazz professionista, Snow ha un interesse di vecchia data per la musica improvvisata, come indicato dalla colonna sonora del suo film New York Eye and Ear Control. Come pianista ha eseguito da solista e con altri musicisti sia in America che in Europa e Giappone. Snow si esibisce regolarmente in Canada ed internazionalmente, spesso con l'ensemble musicale improvvisata CCMC, ed ha pubblicato più di mezza dozzina di album dalla metà degli anni settanta. Nel 1987 Snow distribuì The Last LP (per la Art Metropole) che aveva la pretesa di essere un disco documentario sui respiri morenti delle culture musicali etniche di tutto il mondo, tra cui quelle provenienti da Tibet, Siria, India, Cina, Brasile, Finlandia ed altre.

### Carriera nell'arte
Le opere di Snow sono state esposte come padiglione canadese in molte fiere mondiali, come ad esempio la sua famosa scultura Walking Women, esibita all'Expo del 1967 a Montréal.
Il suo recente libro Biographie of the Walking Woman / de la femme qui marche 1961-1967 (2004) è stato pubblicato a Bruxelles dalla Lettre volée. Esso consiste di immagini delle apparizioni pubbliche della sua globalmente famosa icona.
Snow fu uno dei quattro esecutori della raramente eseguita opera di Steve Reich, Pendulum Music il 27 maggio 1969 al Whitney Museum of American Art. Gli altri tre erano Richard Serra, James Tenney e Bruce Nauman.
Anarchive2: Digital Snow descrive Michael Snow come "uno dei più significanti artisti di arte e cinema contemporanei dei passati 50 anni". Questo DVD del 2002 fu promosso al Centre Pompidou di Parigi e fu prodotto col supporto della fondazione Daniel Langlois, dell'Università di Parigi, dell'Heritage Canada, del Canada Council, di Téléfilm Canada e del Montreal's Époxy. Si tratta di un'enciclopedia delle opere di Snow in tutti i vari media che occupano, intrecciati in una maniera inimitabilmente e artificiosamente creata dallo stesso Snow. Le sue 4685 opere includono clip filmici, sculture, fotografie, clip musicali ed interviste.

## Retrospettive ed onorificenze
Nel 1993 il The Michael Snow Project, durato vari mesi, fu una multipla retrospettiva delle opere di Snow a Toronto, esibite in vari luoghi pubblici, all'Art Gallery of Ontario ed al The Power Plant. Contemporaneamente i suoi lavori sono stati soggetto di quattro libri pubblicati in Canada da Alfred A. Knopf.
Nel 1981 fu fatto Ufficiale dell'Ordine del Canada e fu promosso Compagno (Companion) nel 2007 "per i suoi contributi nell'arte visiva internazionale come uno dei più grandi artisti pluridisciplinari contemporanei canadesi". Ricevette il primo Governor General's Award in Visual and Media Arts (2000) per il suo cinema.
Nel 1984 viene girato il documentario Snowscreen di Robert Shoub.
Nel 2004, l'Université de Paris I, Panthéon-Sorbonne lo premiò con decorazione onoraria. L'ultimo artista così premiato fu Pablo Picasso.

### Riconoscimenti onorari
Université de Paris I, Panthéon-Sorbonne (2004), Emily Carr Institute, Vancouver (2004) Nova Scotia College of Art and Design, Halifax (1990), University of Toronto (1999), University of Victoria (1997), Brock University (1975).

### Nomine accademiche
- Artista Ospite/Professore al MAPS (Master d'Arte nella Sfera Pubblica), Ecole Cantonale d'Art du Valais, Sierre, Svizzera(Febbraio 2005, Gennaio 2006)
- Artista Ospite/Professore a L'école Nationale Supérieure d'Art de Bourges, Francia. (Dicembre 2004, Maggio 2005)
- Artista Ospite/Professore all'Ecole Nationale Supérieure des Beaux-Arts, Parigi, 2001
- Artista Ospite/Professore a le Fresnoy, Tourcoing France, 1997-8
- Professore Ospite a l'Ecole Nationale de la Photographie, Arles, Francia, 1996
- Professore Ospite alla Princeton University, 1988
- Professore di Film Avanzato, Yale University, 1970
- CCMC artists in residence, La Chartreuse, Avignon Festival, Francia, 1981

### Altri premi
- Queen's Golden Jubilee Medal, 2002
- Governor General's Award in Visual and Media Arts, 2000
- Chevalier de l'ordre des arts et des lettres, France, 1995

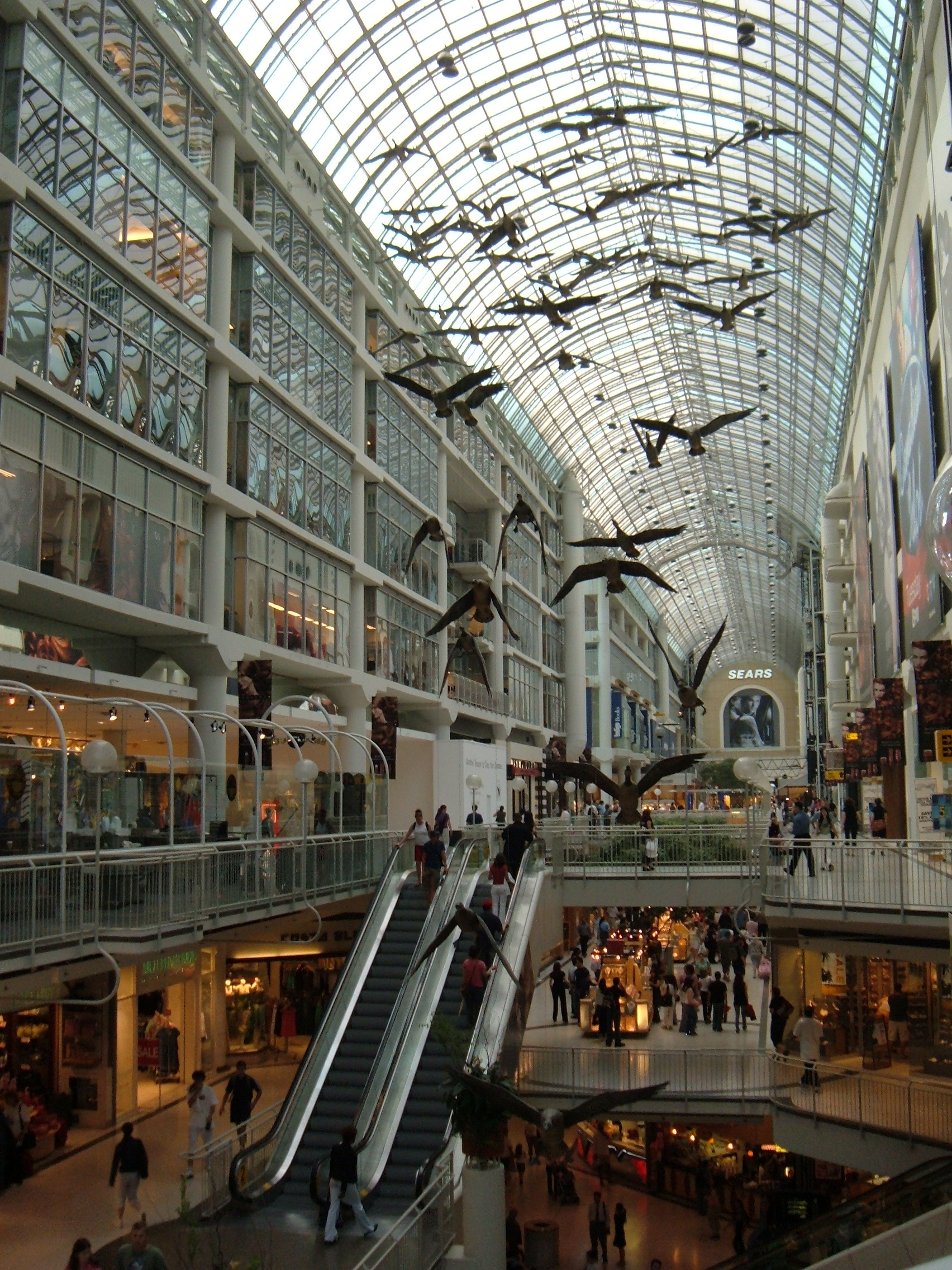
Flightstop

- Guggenheim Fellowship, 1972

## Principali installazioni
- The Windows Suite - è un'installazione permanente costituita da 32 sequenze di immagini variabili, che sono presenti su schermi al plasma a 65" in 7 finestre della facciata del Toronto Pantages Hotel and Spa e dei relativi edifici condomini che si affacciano su Victoria Street nel centro di Toronto. Alcune di queste sequenze si possono anche vedere nelle finestre di un sofisticato hotel, condominio, spa o edificio parcheggio, ma molte sequenze sono impossibilitate a fare questo dato che, ad esempio, alcune sequenze passano da una finestra all'altra. Quest'installazione fu aperta come un evento ufficiale dal Toronto International Film Festival nel settembre del 2006.
- Flightstop - Toronto Eaton Centre - una collezione di copie dell'oca canadese in volo che restano in sospeso sulla sezione principale del centro.
- The Audience (1989) - SkyDome (ora Rogers Centre) a Toronto, è una collezione di grandi raffigurazioni di spettatori localizzata sulle entrate nordest e nordovest del centro. Le sculture dipinte in oro mostrano i fan in varie posizioni.

## Filmografia
- A to Z (1956)
- New York Eye and Ear Control (1964)
- Short Shave (1965)
- Wavelength (1967)
- Standard Time (1967)
- One Second in Montreal (1969)
- Dripping Water (co-diretto insieme a Joyce Wieland, 1969)
- <----> (anche conosciuto come Back and Forth) (1969)
- Side Seat Paintings Slides Sound Film (1970)
- La Région centrale (1971)
- Two Sides to Every Story (doppia installazione a 16mm, 1974)
- 'Rameau's Nephew' by Diderot (Thanx to Dennis Young) by Wilma Schoen (1974)
- Breakfast (Table Top Dolly) (1976)
- Presents (1981)
- So Is This (1982)
- Seated Figures (1988)
- See You Later (1990)
- To Lavoisier, Who Died in the Reign of Terror (1991)
- Prelude (2000)
- The Living Room (2000)
- Corpus Callosum (2002)
- WVLNT ("Wavelength For Those Who Don't Have the Time") (2003)
- SSHTOORRTY (2005)